# Oud-Stratum
Oud-Stratum is een wijk in het stadsdeel Stratum in de stad Eindhoven, in de Nederlandse provincie Noord-Brabant. De wijk ligt in het zuidoosten van Eindhoven, binnen de ringweg. Op 1 januari 2023 telde de wijk 12.020 inwoners, verdeeld over 6.264 woningen, met een gemiddelde WOZ-waarde van € 403.000, op een oppervlakte van 2 km².
De wijk bestaat uit de volgende buurten:
- Irisbuurt
- Rochusbuurt
- Elzent-Noord
- Tuindorp (Witte Dorp)
- Joriskwartier (Heistraat)
- Bloemenplein
- Looiakkers
- Elzent-Zuid

## Fotogalerij

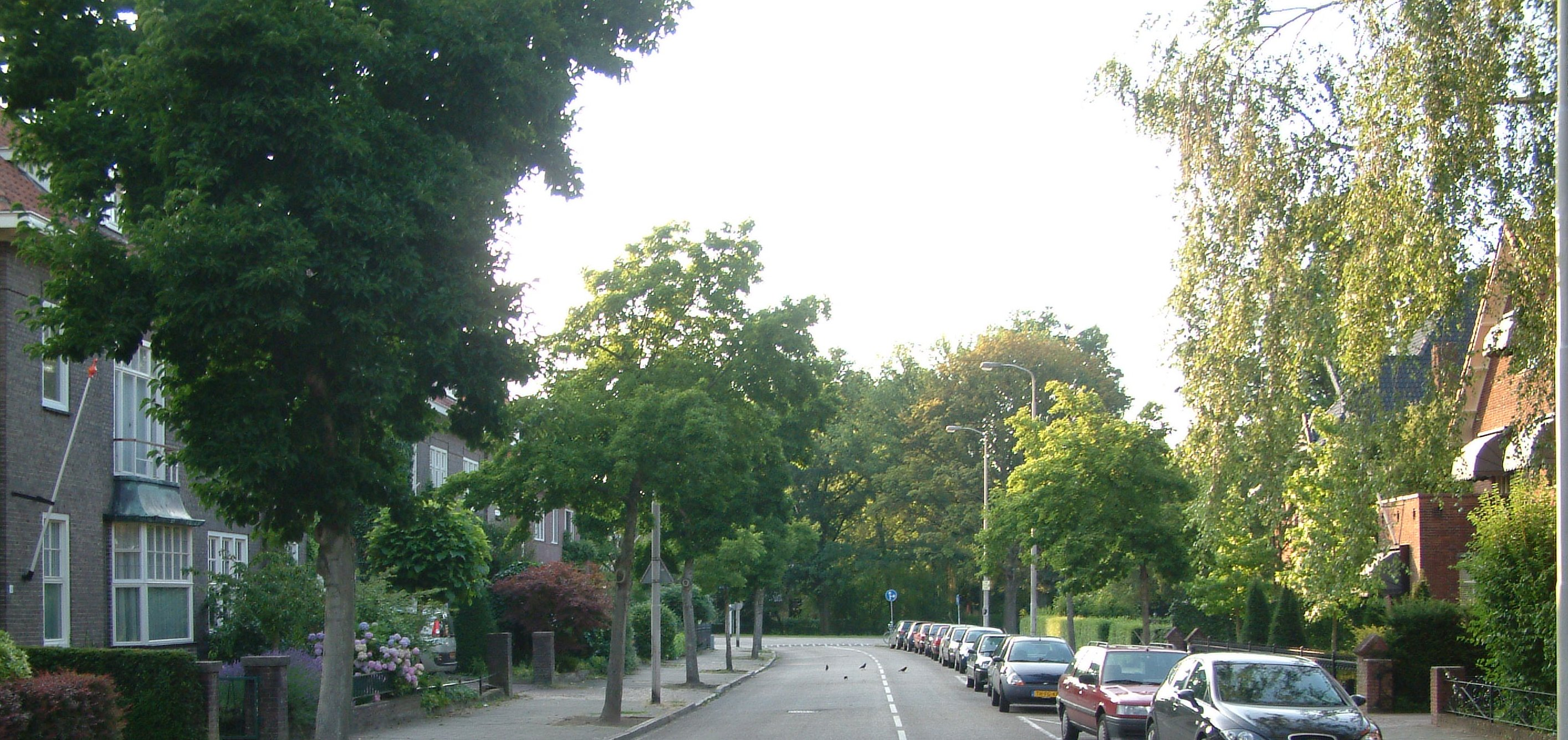
Elzentlaan (Den Elzent)
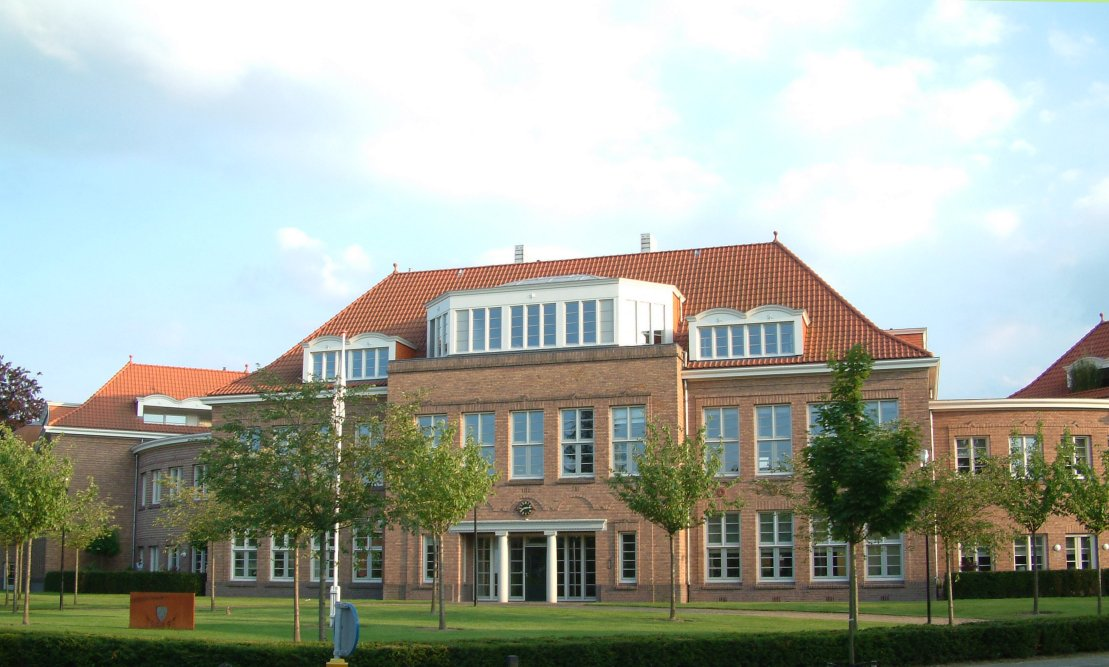
Gebouw Den Elzent, aan de Elzentlaan (Den Elzent)
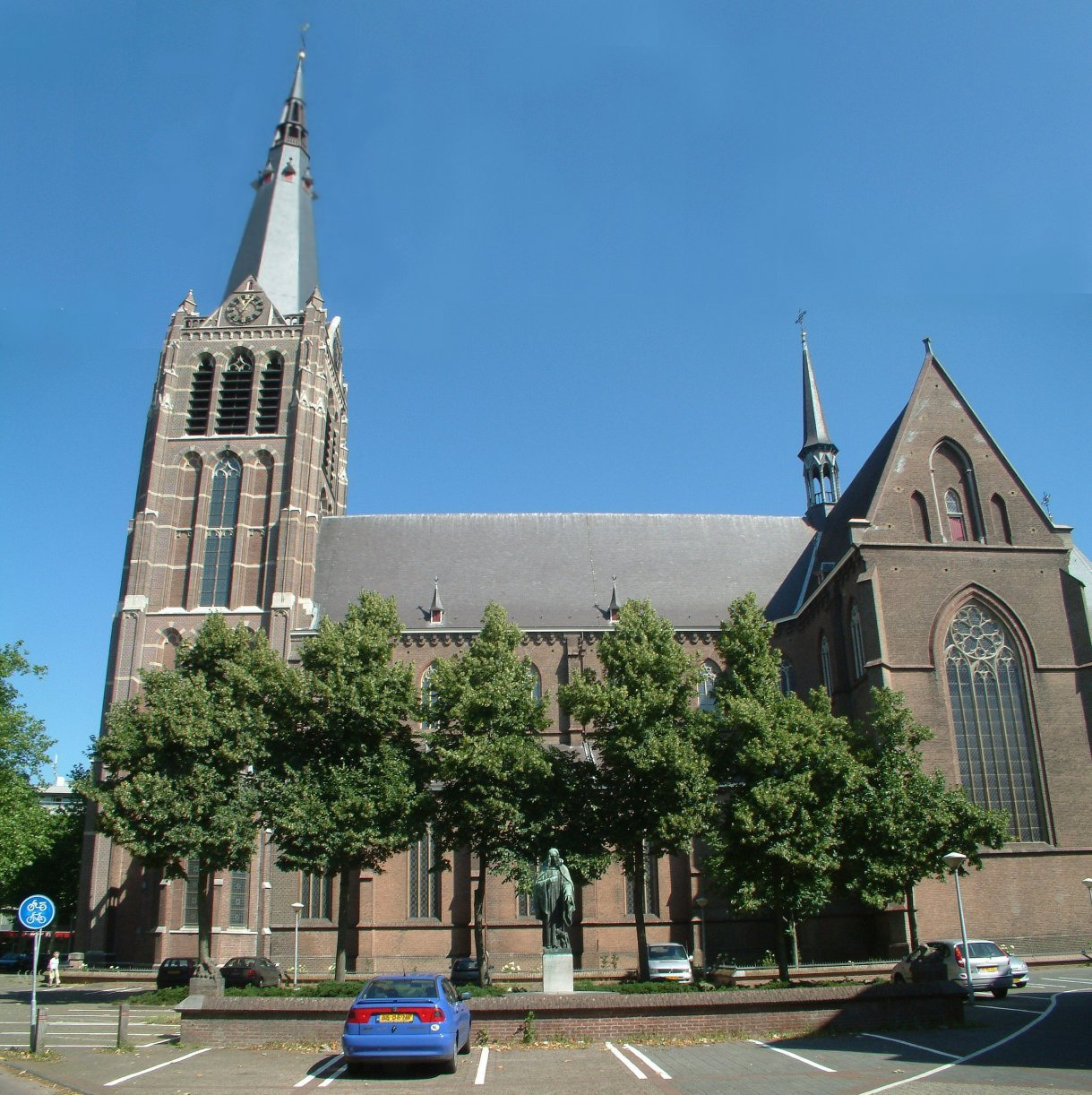
de Sint-Joriskerk
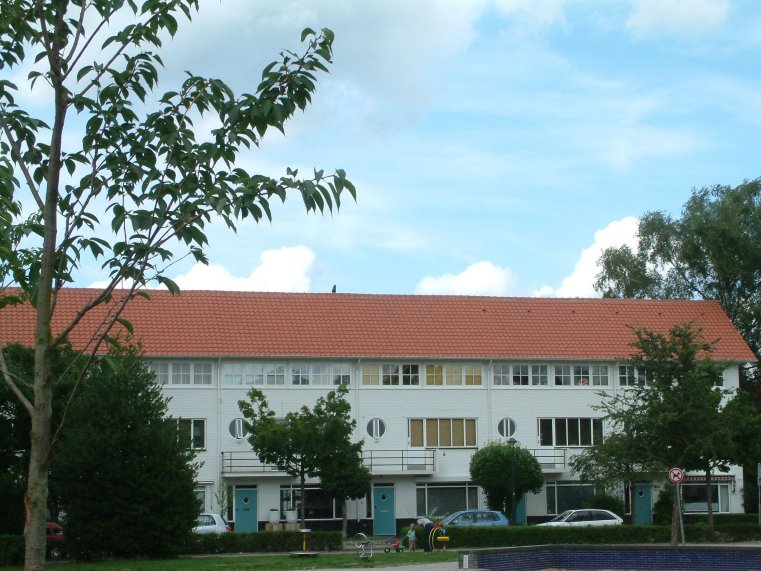
Burghplein (Witte Dorp)
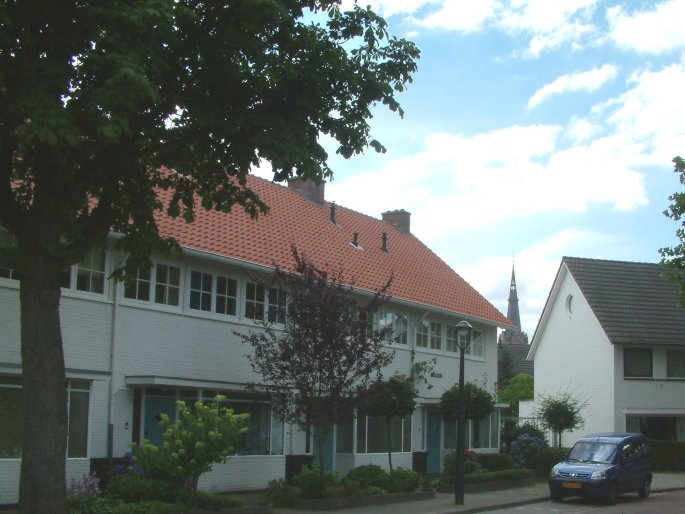
Burghplein met zicht op de Sint-Joriskerk
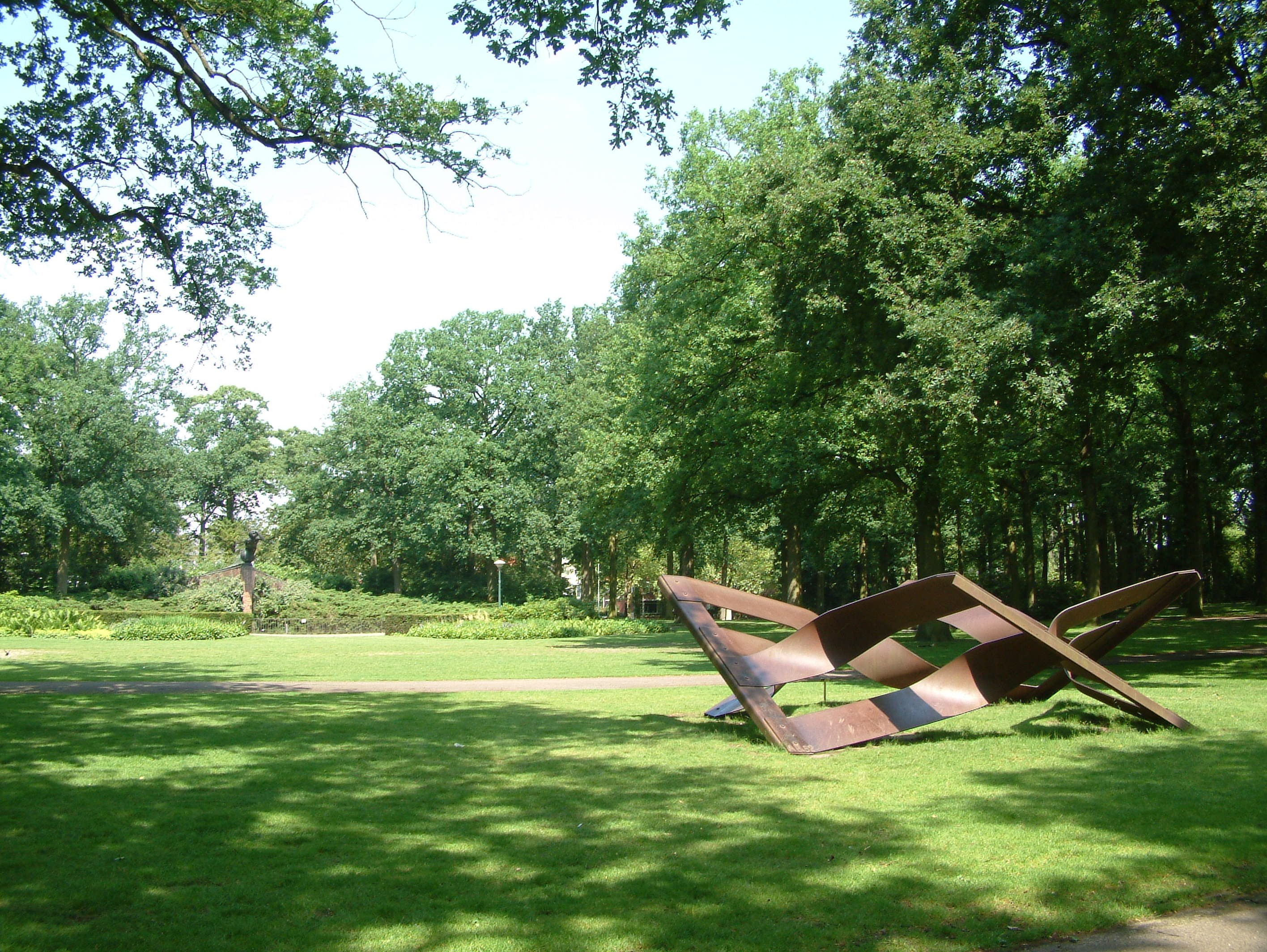
Het stadswandelpark (Looiakkers)
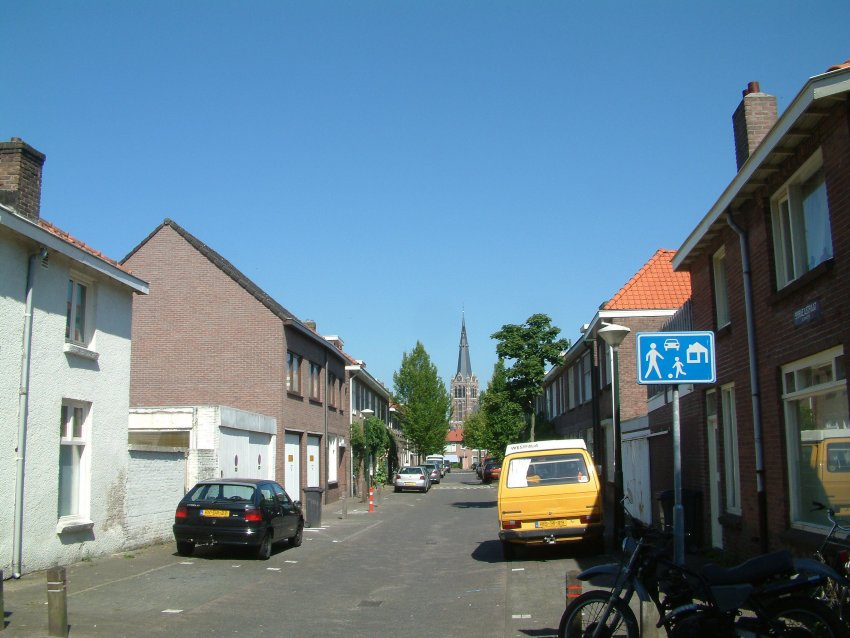
Spiraeastraat, zicht op de Sint-Joriskerk vanuit de Heistraat (Heistraat)
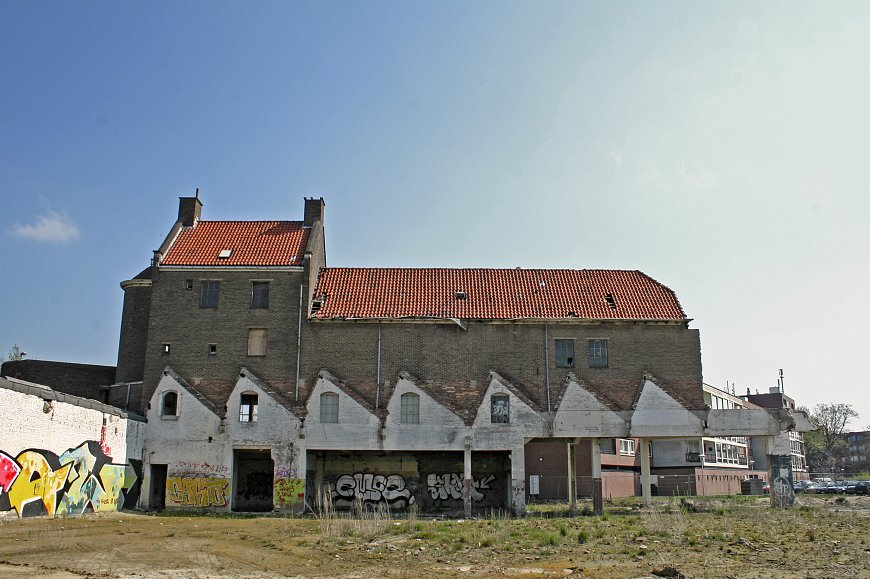
(Irisbuurt)
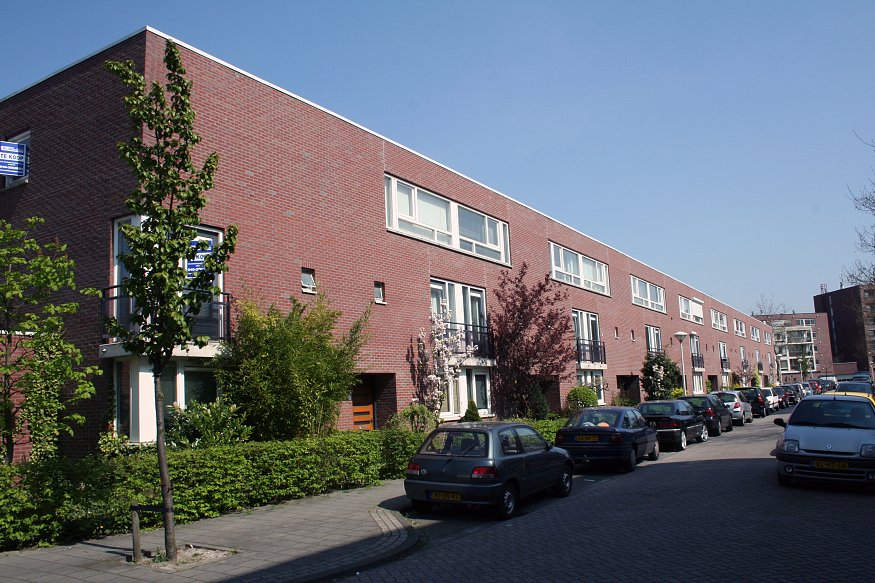
Havensingel (Irisbuurt)
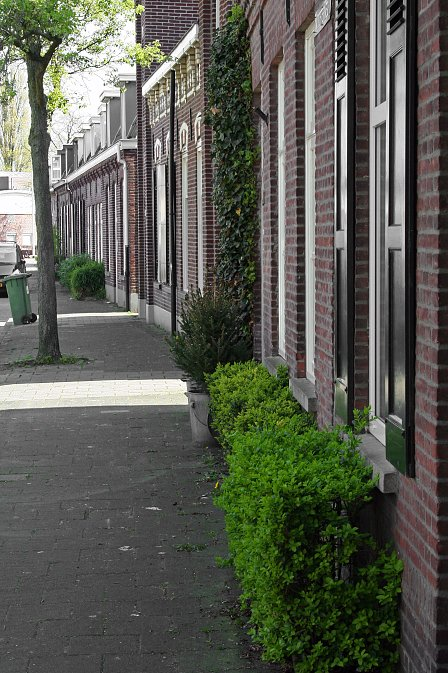
Voorterweg (Irisbuurt)